# Eriachne
Eriachne is een geslacht uit de grassenfamilie (Poaceae). De soorten van dit geslacht komen voor in Azië, Australazië en het Pacifisch gebied.